# Karangsalam (Kemranjen)
Karangsalam is een bestuurslaag in het regentschap Banyumas van de provincie Midden-Java, Indonesië. Karangsalam telt 4791 inwoners (volkstelling 2010).